# Bill Masterton
William John Masterton, detto Bill (Winnipeg, 13 agosto 1938 – Edina, 15 gennaio 1968), è stato un hockeista su ghiaccio canadese naturalizzato statunitense.
È stato il primo (ed unico) giocatore a morire a causa di un infortunio patito durante un incontro della National Hockey League.

## Carriera
Masterton iniziò a giocare per i St. Boniface Canadiens, formazione con cui si qualificò per la Memorial Cup del 1956. Negli anni successivi si trasferì negli Stati Uniti per studiare presso la University of Denver. Giocò per tre stagioni conquistando alcuni trofei individuali della Western Collegiate Hockey Association, oltre a due titoli nazionali consecutivi NCAA.
Terminò gli studi nel 1961 e grazie alle sue prestazioni al college poté firmare il suo primo contratto professionistico con l'organizzazione dei Montreal Canadiens. Non riuscendo a trovar posto in prima squadra Masterton giocò per una stagione in Eastern Professional Hockey League con gli Hull-Ottawa Canadiens, per poi essere promosso in American Hockey League con i Cleveland Barons.
Saltata la stagione 1963-64 per completare i propri studi Masterton giocò le stagioni successive nella United States Hockey League. Nel frattempo ottenne anche la cittadinanza statunitense e poté così indossare la maglia della nazionale.
Nel 1967 la NHL si espanse da 6 a 12 squadre, aprendo così le porte del professionismo a tantissimi giocatori. Una delle nuove franchigie fu quella dei Minnesota North Stars. Il general manager Wren Blair offrì un contratto biennale a Masterton, facendolo così esordire in NHL.

## Morte
Durante l'incontro del 13 gennaio 1968 contro i California Seals Masterton subì una dura carica da parte dei difensori Larry Cahan e Ron Harris, battendo il capo sul ghiaccio in maniera violenta. Come molti giocatori all'epoca Masterton non indossava un caschetto mentre giocava. Nonostante il trasporto immediato in ospedale Masterton morì 30 ore dopo il ricovero senza aver mai ripreso conoscenza. Anche per questo motivo negli anni successivi fu reso obbligatorio l'utilizzo del caschetto durante le partite.
La ricostruzione tradizionalmente accettata è stata messa in dubbio nel 2011 dal Toronto Star, che ha ipotizzato che la causa della morte siano stati traumi precedenti (all'epoca non veniva indossata alcuna protezione per il capo).
A lui è dedicato uno dei premi della NHL, assegnato annualmente da una giuria di giornalisti al giocatore che meglio esemplifica le qualità di perseveranza, sportività e dedizione all'hockey su ghiaccio: il Bill Masterton Memorial Trophy. I Minnesota North Stars ritirarono ufficialmente la sua maglia numero 19 nel 1987, e tale decisione fu mantenuta anche dopo il trasferimento della squadra nel 1993 con la nascita dei Dallas Stars.

## Palmarès

### Club
- NCAA Championship: 2
- U. of Denver: 1959-1960, 1960-1961

### Individuale
- WCHA First All-Star Team: 2

1959-1960, 1960-1961
- NCAA All-Tournament First Team: 1

1961
- NCAA Championship Tournament MVP: 1

1961